# Tour della nazionale maschile di rugby a 15 del Galles 1989
Il Tour della Nazionale di rugby a 15 del galles 1989 fu costituito da una serie di match svoltisi in Canada.
Alla squadra gallese venne assegnato lo status di "nazionale B", per la mancanza di molti giocatori di primo livello, impegnati con il tour dei Lions in Australia.
La squadra era affidata al coach Jack Ryan e all'assistente S. Addicoct, e riuscì ad ottenere dei buoni risultati, anche se la serie perfetta sino a quel momento venne macchiata dal pareggio finale contro la selezione di British Columbia.

## La squadra
- Capitano: P. Thornburn
- Manager: D. Lloyd
- Coach: J. Ryan
- Assistente: S. Addicot

## Risultati
| Halifax 24 maggio 1989 | Nova Scotia Pres. XV | 3 – 70                                                                             | Galles B | The Commons |
| \| \| \| \| \| \| mt \| Ford 3, M. Jones 3, Ring 2 Emyr 2, Stephens Bridges , Budd, Thornbrun meta tecnica \| \| \| tr \| Spethens, Thrnburb 4 \| \| Starkey \| c.p. \| \| |                      |                                                                                    |          |             |
| |                      |                                                                                    |          |             |
| | mt                   | Ford 3, M. Jones 3, Ring 2 Emyr 2, Stephens Bridges , Budd, Thornbrun meta tecnica |          |             |
| | tr                   | Spethens, Thrnburb 4                                                               |          |             |
| Starkey | c.p.                 |                                                                                    |          |             |

| Toronto 27 maggio 1989                                                                                        | Ontario | 10 – 23         | Galles B | Etobicoke Centennial |
| \| \| \| \| \| Stea \| mt \| Emyr 2 , Bryant \| \| \| tr \| Turner \| \| D. Lougheed 2 \| c.p. \| Turner 3 \| |         |                 |          |                      |
| |         |                 |          |                      |
| Stea | mt      | Emyr 2 , Bryant |          |                      |
| | tr      | Turner          |          |                      |
| D. Lougheed 2                                                                                                 | c.p.    | Turner 3        |          |                      |

| Regina 31 maggio 1989                                                                     | Saskatchewan | 0 – 47 | Galles B |  |
| \| \| \| \| \| Ford 7, Meyr, Ellis Laity, D. Evans \| mt \| \| \| Thornburn \| c.p. \| \| |              |        |          |  |
|                                                                                           |              |        |          |  |
| Ford 7, Meyr, Ellis Laity, D. Evans                                                       | mt           |        |          |  |
| Thornburn                                                                                 | c.p.         |        |          |  |

| Arbitro: | D. Reordon |

|                                    |      |                                         |
| Szabo 2, Spiers, Mackinnon , Tynan | mt   | Stephens, Ford, Emyr Thornburn, C.Jones |
| Rees 3                             | tr   | Thornburn 4                             |
|                                    | c.p. | Thornburn                               |
| Rees                               | drop |                                         |

| Calgary 6 giugno 1989 | Alberta | 13 – 53                               | Galles B | Ontario RFC |
| \| \| \| \| \| Patel, Coute \| mt \| Ellis 3, Laity 2 Emyr 2, Bryant, Ring \| \| Loshuk \| tr \| Thornburn 5 \| \| Loshuk \| c.p. \| Thornburn \| |         |                                       |          |             |
| |         |                                       |          |             |
| Patel, Coute | mt      | Ellis 3, Laity 2 Emyr 2, Bryant, Ring |          |             |
| Loshuk | tr      | Thornburn 5                           |          |             |
| Loshuk | c.p.    | Thornburn                             |          |             |

| Vancouver 9 giugno 1989 | Columbia Britannica | 21 – 21     | Galles B | Brockton Oval |
| \| \| \| \| \| Mc Ka, Tuppa Evans Wannamaker \| mt \| Ford \| \| Graf \| tr \| Thornburn \| \| Gareth Rees \| c.p. \| Thornburn 5 \| |                     |             |          |               |
| |                     |             |          |               |
| Mc Ka, Tuppa Evans Wannamaker | mt                  | Ford        |          |               |
| Graf | tr                  | Thornburn   |          |               |
| Gareth Rees | c.p.                | Thornburn 5 |          |               |